# (463974) 2014 WY9
(463974) 2014 WY9 es un asteroide perteneciente al cinturón de asteroides, que fue descubierto el 21 de octubre de 2006 por el equipo Spacewatch desde el Observatorio Nacional de Kitt Peak (Arizona, Estados Unidos).